# Universidade de Exeter

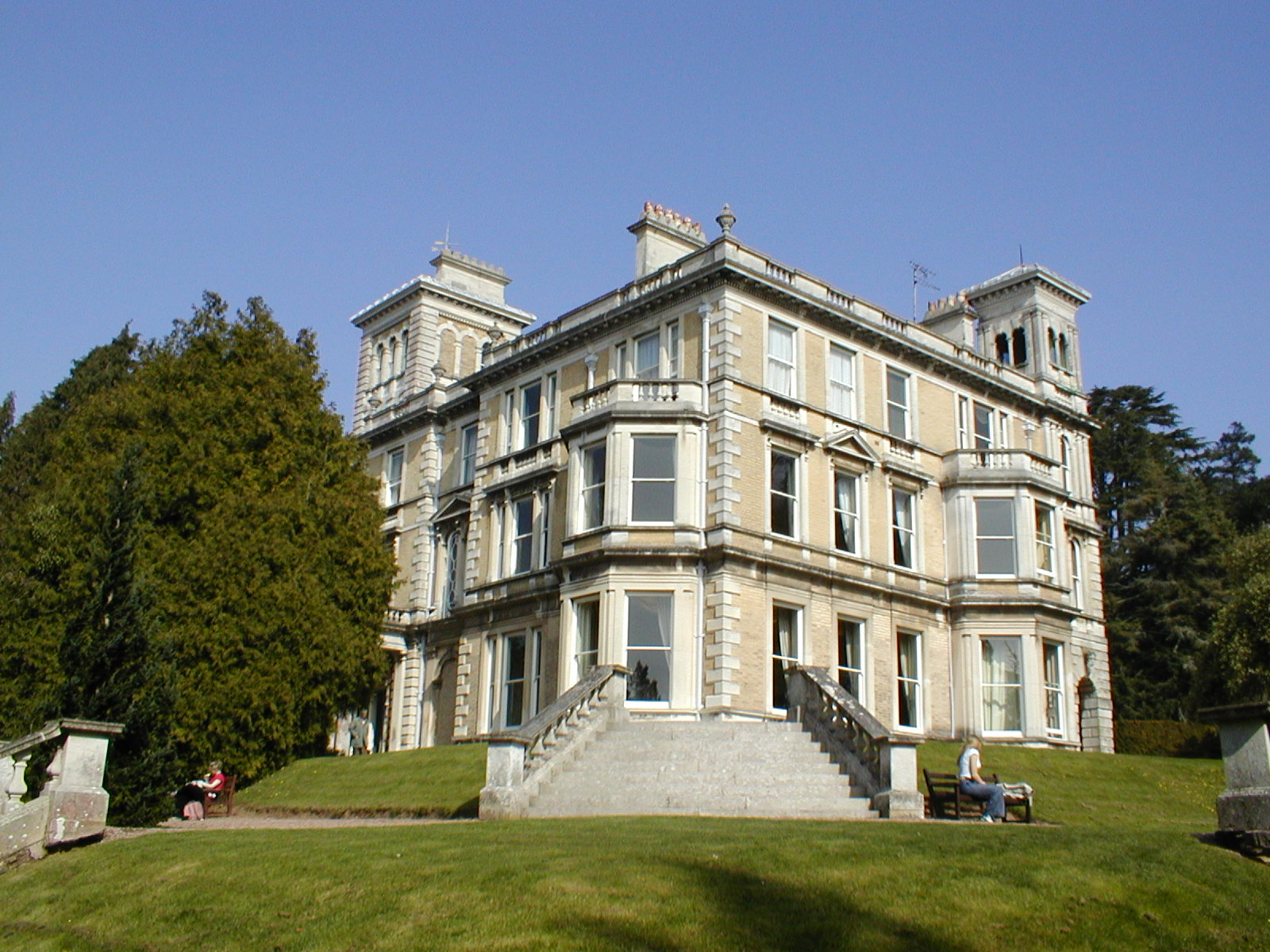
Campus Streatham.

A Universidade de Exeter (em inglês:University of Exeter), também conhecida por "Exon", trata-se de uma universidade na cidade inglesa de Exeter, no Condado de Bristol ao sudoeste da Inglaterra.
É membro do 1994 Group, uma aliança de universidades que desenvolvem pesquisas em várias áreas das ciências no Reino Unido. Os jornais britânicos classificam Exeter entre as vinte melhores instituições educacionais de Ensino Superior do Reino Unido.
Possui três campi: Streatham e St Luke's em Exeter, e Tremough (Falmouth), na Cornualha.
J. K. Rowling foi aluna nesta universidade de 1983 a 1987.